# Koiči Haširatani
Koiči Haširatani (japonsko 柱谷 幸一), japonski nogometaš in trener, 1. marec 1961.
Za japonsko reprezentanco je odigral 29 uradnih tekem.